# V-образное оперение

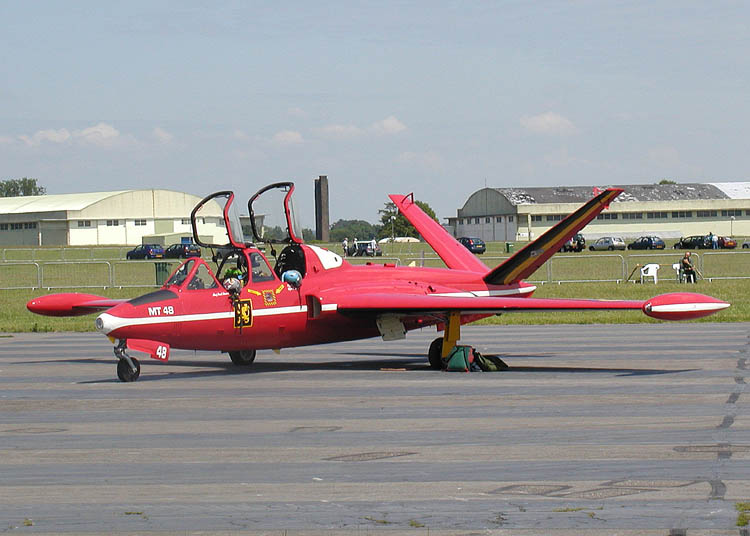
Учебно-боевой Fouga СМ.170 Magister с V-образным оперением

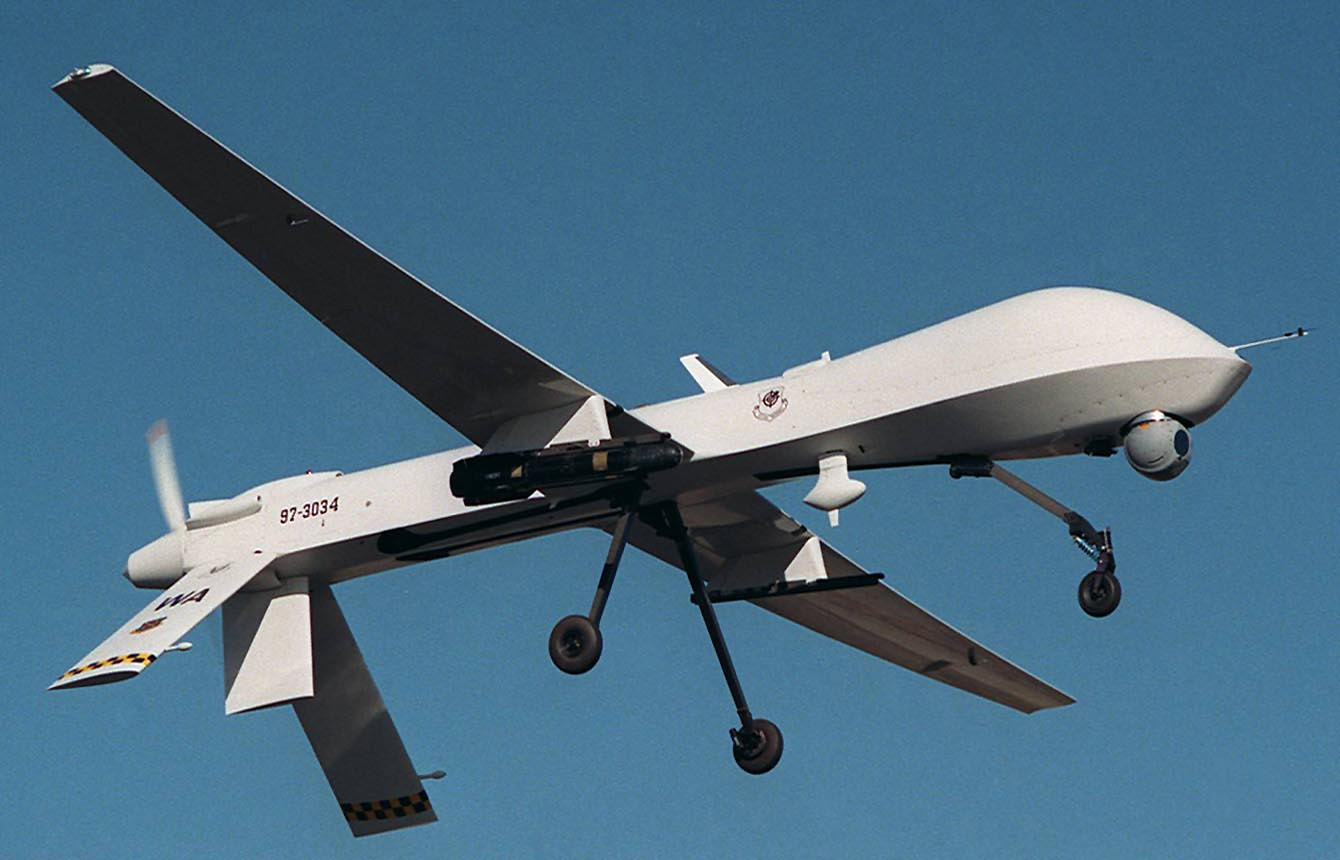
Боевой БПЛА MQ-1 Predator с перевёрнутым V-образным оперением

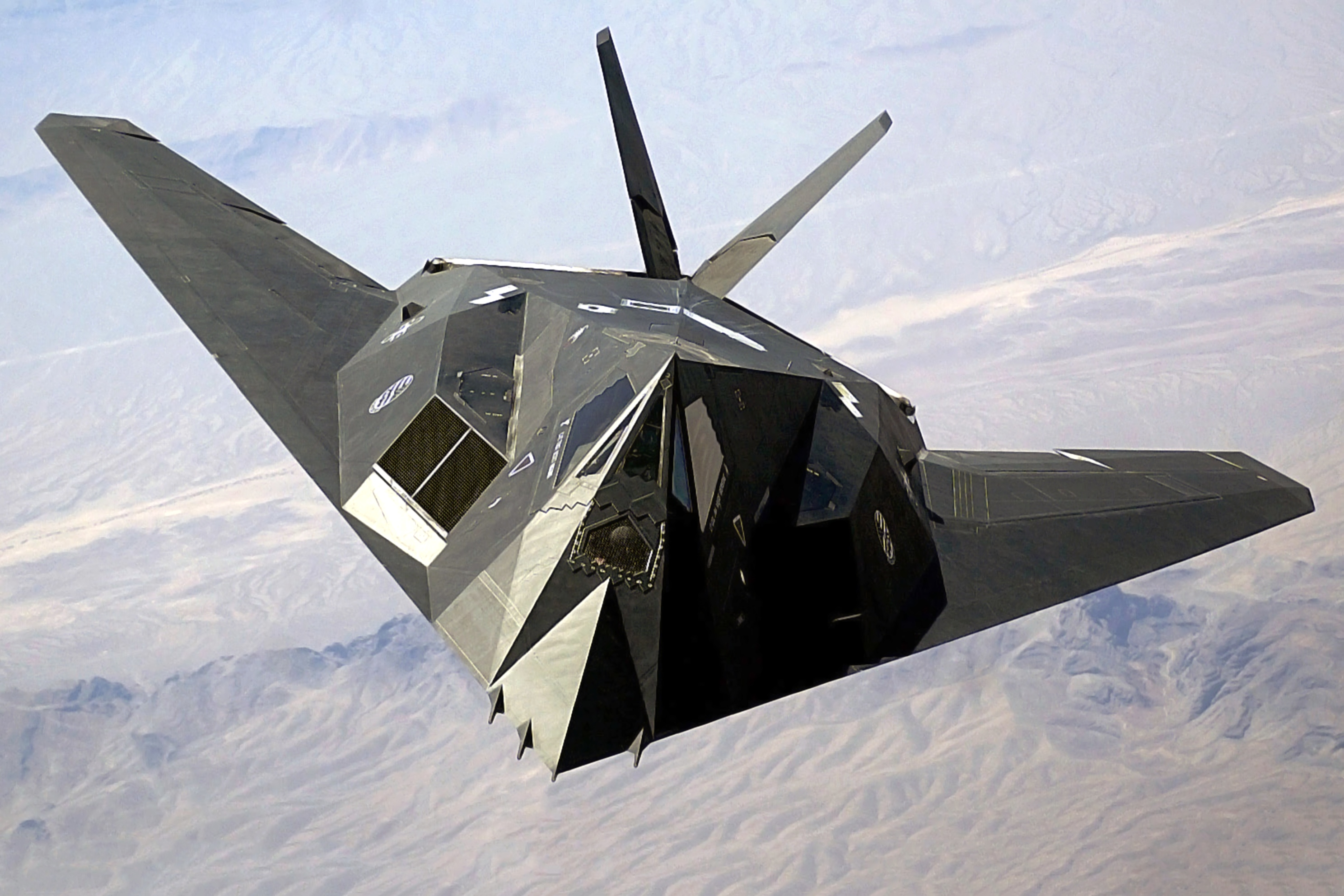
Тактический ударный самолёт Lockheed F-117 Nighthawk с V-образным оперением

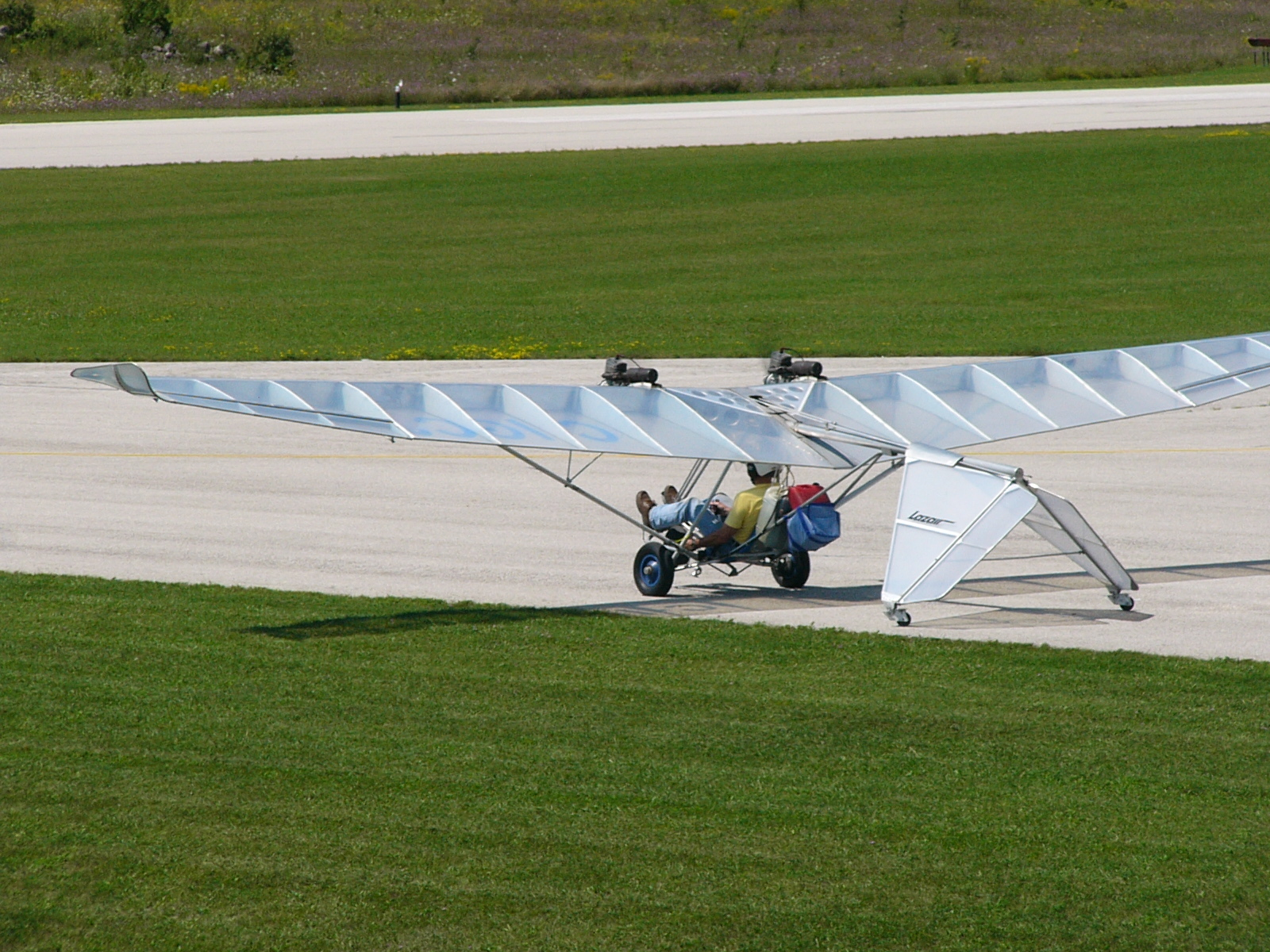
Канадский сверхлёгкий самолёт Lazair

V-образное оперение (англ. V-tail) — разновидность компоновки оперения летательного аппарата, состоящее из двух наклонных поверхностей, выполняющих функции и горизонтального и вертикального оперения. Синхронное отклонение управляющих поверхностей (англ. ruddervator) играет роль руля высоты и управляет тангажом. Асинхронное — руля направления и управляет рысканьем.
Из-за малой эффективности и сложности управления, а также повышенных требований к прочностным характеристикам задней части фюзеляжа такое оперение широкого применения в большой авиации не получило. Встречается в малой и беспилотной авиации (БПЛА). 
Сравнивая V-образное оперение с традиционным, к плюсам можно отнести меньший вес, меньшую омываемую поверхность и меньшую стоимость. Часто применение V-образного оперения продиктовано особыми свойствами летательного аппарата: снижение радиолокационной или инфракрасной заметности, удобство размещения двигателей или грузов, меньшая высота при размещении в ангаре.